# Colenda
Colenda fue una ciudad celtíbera cuya ubicación concreta se desconoce en la actualidad. La ciudad solo es conocida por un texto del historiador griego Apiano, Iber. 99-100, quien indica que fue conquistada después de la ciudad de Termes (Montejo de Tiermes, Soria), en la Hispania Citerior, por el cónsul romano Tito Didio entre 97 y 95 a. C., tras un asedio de nueve meses. Sus habitantes se rindieron finalmente, tras lo cual fueron vendidos, incluidos niños y mujeres, como esclavos. Tras este episodio la ciudad desaparece de las fuentes.

## Propuestas de localización
Por haber sido conquistada inmediatamente después de Termes, se ha propuesto ubicar Colenda en varios yacimientos urbanos de época celtibérica situados en el alto Duero suroccidental y no muy lejos de Termes, siempre al oeste de esta última, como en: El Cerro del Castillo (Ayllón, Segovia); Cuéllar (Segovia), oppidum vacceo situado en un alto sobre el Cega, oppidum celtíbero arévaco situado en el alto Duratón, Los Quemados (Carabias, Segovia); oppidum celtíbero arévaco situado en el alto Riaza o  Sepúlveda (Segovia).  También se podría buscar en algún oppidum vettón oriental, en el medio Duero meridional. Siguiendo una hipótesis totalmente diferente cimentada solo en la interpretación del texto de Apiano se ha propuesto relacionar Colenda con Numancia.
Erróneamente se ha querido ver en Colenda un municipium de época romana pues, tomando en consideración que habría de corresponderse con Sepúlveda, se ha entendido que el ordo que menciona la inscripción del cercano lugar de Puente Talcano, que señalaría la existencia de un municipio, habría de ser el de la Colenda-Sepúlveda romana.
En realidad, en Sepúlveda no se documenta ninguna ciudad romana, y el ordo al que hace referencia tal inscripción es el del municipium de Duratón, posiblemente la Confluenta de las fuentes (Ptolomeo 2.6.55N), en cuyo territorio se situaban tanto Puente Talcano como a lo sumo solo una pequeña aldea romana en Sepúlveda(la ciudad celtibérica de Sepúlveda desapareció a inicios del siglo I a. C., en beneficio de la nueva fundación urbana de Confluenta-Duratón).